# Quierschied
Quierschied (ⓘ) ist eine Gemeinde im Regionalverband Saarbrücken (Saarland). Sie liegt etwa 13 km nördlich der Landeshauptstadt Saarbrücken.
Die Gemeinde Quierschied besteht aus den Ortsteilen Quierschied, Fischbach-Camphausen und Göttelborn.

## Geschichte
Quierschied wurde erstmals im Jahre 999 in einer Urkunde Ottos III. erwähnt. Diese Schenkungsurkunde belegt, dass Kaiser Otto III. Bischof Adalbert II. von Metz die Burg Saarbrücken mit dem Hof Völklingen, Quierschied (Quirnesceit!) und dem Warndwald schenkte.
Vermutlich wurde bereits im 15. Jahrhundert Kohle abgebaut. Im Dreißigjährigen Krieg wurde das Dorf vollständig zerstört und entvölkert. Nach dem Krieg begann die Wiederbesiedlung zögerlich.

### Ursprünge des NamensQuierschied
Über die Etymologie des Namens Quierschied gibt es zahlreiche Spekulationen. Eine abschließende Klärung des Ursprungs steht noch aus. Hier ein paar Erklärungsversuche:
- Sicher ist, dass die Ortsnamenendung schied zurückgeht auf ‚Scheid‘ als Bezeichnung für Grenzlagen, Höhenrücken und Wasserscheiden. Sie könnte aber auch auf das aus dem Gemeindewald durch Rodung entstandene Besitztum eines Siedlers mit dem Namen Quirin(us) o. ä. hindeuten.
- Ebenfalls wird oft der Heilige Quirinus als möglicher Namenspate genannt. Wichtiges Indiz ist dafür die erstmalige Erwähnung Quierschieds unter dem Namen Quirineiscet. Der Familienname Quirin kommt heute noch sehr häufig in Quierschied vor. Außerdem fließt durch Quierschied auch der sogenannte Quirinsborn, was ebenfalls für dieses Argument spricht.
- Quierschied könnte aber auch von dem althochdeutschen Wort quierna (Mühle) herstammen. Verwandte Namen in anderen Sprachen: quern (altsächsisch), qairnus (gotisch), quern (englisch. = ‚Handmühle‘), kvarn (schwedisch), guern (indogermanisch = ‚schwer‘, ‚Mühlstein‘) und würde dann also einen Ort in einer Waldrodung (bzw. in Grenzlage, Höhenrücken, Wasserscheide) mit einer (Wasser-)Mühle bezeichnen.

### Eingemeindungen
Am 1. Januar 1974 wurden die bis dahin selbstständigen Gemeinden Fischbach und Göttelborn eingegliedert. Zudem wurde der Stadtteil Camphausen der Stadt Dudweiler mit damals mehr als 200 Einwohnern eingegliedert.

### Einwohnerentwicklung
| Quierschied: Einwohnerzahlen von 1961 bis 2024 | Quierschied: Einwohnerzahlen von 1961 bis 2024 | Quierschied: Einwohnerzahlen von 1961 bis 2024 | Quierschied: Einwohnerzahlen von 1961 bis 2024 | Quierschied: Einwohnerzahlen von 1961 bis 2024 |
| ---------------------------------------------- | ---------------------------------------------- | ---------------------------------------------- | ---------------------------------------------- | ---------------------------------------------- |
| Jahr                                           |                                                |                                                |                                                | Einwohner                                      |
| 1961                                           | 1961                                           |                                                | 10.555                                         | 10.555                                         |
| 1970                                           | 1970                                           |                                                | 10.294                                         | 10.294                                         |
| 1974                                           | 1974                                           |                                                | 17.000                                         | 17.000                                         |
| 2005                                           | 2005                                           |                                                | 14.417                                         | 14.417                                         |
| 2011                                           | 2011                                           |                                                | 13.386                                         | 13.386                                         |
| 2015                                           | 2015                                           |                                                | 13.039                                         | 13.039                                         |
| 2018                                           | 2018                                           |                                                | 13.030                                         | 13.030                                         |
| 2024                                           | 2024                                           |                                                | 12.895                                         | 12.895                                         |
|                                                |                                                |                                                |                                                |                                                |

## Politik

### Gemeinderat
Nach der Kommunalwahl vom 9. Juni 2024 ergab sich folgende Sitzverteilung im 33-köpfigen Gemeinderat:
- SPD: 10 Sitze (-1)
- CDU: 14 Sitze (+1)
- AfD: 4 Sitze (+2)
- LINKE: 1 Sitz (-1)
- FW Quierschied: 4 Sitze (±0)
- FDP: k. A. (-1)

### Bürgermeister
- 1816–1903 gehörte Quierschied zur Bürgermeisterei Heusweiler.
- 1903–1916: Reinhard Dony
- 1916–1918: Max Schlösslin (Gerichtsreferendar, stellvertretend während der Kriegszeit)
- 1918–1919: Ernst H. Ballke (eigentlich Bürgermeister von Friedrichsthal, stellvertretend)
- 1919–1933: Josef Sieberin (aus Düren, von 1933 bis 1936 Bürgermeister der Stadt Völklingen, † 24. August 1937 bei einem Verkehrsunfall)
- 1934–1935: Albert Kronenberger
- 1935–1945: Peter Schaub[5]
- 1945–1946: Karl Kreßmann
- 1946–1950: Albert Warken
- 1950–1956: Rudolf Kaspar (CVP)
- 1956–1960: Ewald Martin (CDU)
- 1960–1960: Erhard Blug (SPD)
- 1961–1964: Theo Jochum (CDU)
- 1964–1974: Erwin Maurer (CDU)
- 1974–1981: Emil Backes (CDU)
- 1981–1991: Erwin Maurer (CDU)
- 1991–1999: Klaus Meiser (CDU)
- 2000–2008: Otwin Zimmer (CDU)
- 2008–2016: Karin Lawall (SPD)
- seit 1. Februar 2016: Lutz Maurer[6] (parteilos)

### Wappen
Das Wappen wurde am 7. Oktober 1977 genehmigt.
Blasonierung: „Über blauem Wellenschildfuß in Gold ein vierspeichiges schwarzes Förderrad, überzogen mit einem schwarzen Andreaskreuz, das mit zwei schräggekreuzten, abwärtszuckenden silbernen Blitzen belegt ist.“ (Mit dem „Förderrad“ ist eine Seilscheibe gemeint.)
Die Farben der Gemeinde sind Schwarz/Gelb.
Die Gemeinde Quierschied ist auf Grund des § 9 des Gesetzes zur Neugliederung der Gemeinden und Landkreise des Saarlandes (Neugliederungsgesetz – NNG) vom 19. Dezember 1973 (Amtsblatt S. 852) mit Wirkung vom 1. Januar 1974 durch Zusammenschluss der bis dahin dem Amt Quierschied angehörenden Gemeinden Fischbach, Göttelborn und Quierschied neu gebildet worden. Von diesen früheren Gemeinden führten Quierschied und Fischbach eigene Wappen, die als Grundlage für das neue Quierschieder Gemeindewappen herangezogen wurden, wobei die Symbolik der übernommenen Wappenbilder teilweise mit erweitertem Inhalt ausgestattet wurde.
Das schwarze Förderrad weist auf die große Bedeutung des Steinkohlenbergbaus für die rasche Aufwärtsentwicklung der drei Ortsteile Fischbach-Camphausen, Göttelborn und Quierschied in Vergangenheit und Gegenwart hin. Es symbolisiert die im 18. und 19. Jahrhundert im Zusammenhang mit der Quierschieder Glashütte im Stollenbau betriebenen Kohlengruben und die in den Jahren 1871 und 1887 errichteten, mittlerweile stillgelegten Steinkohlenbergwerke Camphausen und Göttelborn.
Die beiden schräggekreuzten silbernen Blitze stehen für die Stromerzeugung durch die Kohlekraftwerksanlagen in Quierschied. Einzig am Netz ist noch der Kraftwerksblock Weiher III der Evonik Power Saar GmbH.
Das schwarze Andreaskreuz im goldenen Felde ist das Wappen der Edelherren von Saarbrücken. Diese Familie, Eigentümerin der Burg Dagstuhl, hatte – wahrscheinlich schon vor dem 13. Jahrhundert – umfangreiche Besitzungen und Rechte im Gebiet von Quierschied, die nach ihrem Aussterben im 14. Jahrhundert auf ihre Erbnachfolger, die Herren von Brücken und Fleckenstein, übergingen. Die Herren von Fleckenstein übernahmen auch das Wappen der Edelherren von Saarbrücken, das somit für Jahrhunderte als Symbol der Besitzerfamilie von Quierschied zu gelten hat.
Der blaue Wellenschildfuß deutet zunächst allgemein die geographische Lage der neuen Gemeinde Quierschied im Tal des Fischbachs an, steht aber auch für zwei Ortsteile, nämlich Fischbach und Göttelborn, die auf ihre Lage an einem Bachlauf beziehungsweise an einer Quelle hinweisen.
Das Wappen wurde von Horst Kohler gestaltet.

#### Ortsteilwappen Quierschied

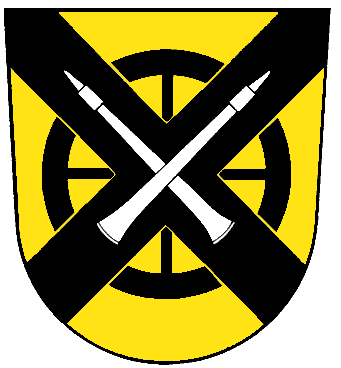
Ortsteilwappen von Quierschied

Das Wappen wurde am 20. Juni 1953 genehmigt.
Blasonierung: „In Gold ein vierspeichiges schwarzes Förderrad, überzogen mit einem von zwei gekreuzten silbernen Glasmacherpfeifen belegten schwarzen Andreaskreuz.“
Die Farben des Ortsteiles sind Schwarz/Gelb.
Die prägenden wirtschaftlichen Faktoren in der Entwicklung der Gemeinde sind angedeutet durch das Rad als Förderrad für den Steinkohlenbergbau und durch die Glasmacherpfeifen für die von 1779 bis 1914 betriebene Glashütte. Andreaskreuz und die Schildfarbe sind dem Wappen der Edelherren von Saarbrücken entnommen, die ab dem 13. Jahrhundert Grundbesitz im Gemeindegebiet hatten.
Das Wappen wurde vom Heraldiker Kurt Hoppstädter gestaltet.

#### Ortsteilwappen Fischbach
Das Wappen wurde am 14. Juli 1964 genehmigt.
Blasonierung: „Durch einen silbernen Wellenschrägbalken, belegt mit zwei blauen Fischen, von Grün und Schwarz geteilt.“
Die Farben des Ortsteiles sind Grün/Schwarz.
Es handelt sich um ein sogenanntes redendes Wappen, das mit den Wellenbalken als Bachsymbol und den Fischen den Namen und die Lage des Ortsteiles beiderseits des Baches beschreiben will. Die Farben Silber und Blau deuten auf die Zugehörigkeit zu Nassau-Saarbrücken hin, der der Ort in den Jahren 1720 bis 1730 seine Entstehung verdankt. Die Farben Schwarz und Grün sollen auf den Kohlenbergbau und den Waldreichtum verweisen.
Das Wappen wurde von Paul Schäfer gestaltet.

### Städtepartnerschaften
- Stadt Trieben in der Steiermark, Österreich (seit 29. Juni 1963)

## Wirtschaft und Infrastruktur

### Verkehr
Quierschied gehört zum Saarländischen Verkehrsverbund (SaarVV). Über die Fischbachtalbahn (Kursbuchstrecke 681) besteht Stundentakt von den Haltepunkten in Quierschied und Fischbach-Camphausen nach Saarbrücken und Lebach, in der Hauptverkehrszeit Halbstundentakt. Die Fahrtzeit von Quierschied beträgt 10 (Saarbrücken), bzw. 20 Minuten (Lebach). Busverbindungen bestehen mit dem SaarVV nach Saarbrücken, Sulzbach, Dudweiler und Göttelborn. Mit der NVG besteht eine Busverbindung nach Neunkirchen und mit Saarbahn und Saarbus eine Verbindung nach Dudweiler.
Quierschied ist über die Bundesautobahn 1 (Oldenburg in Holstein – Saarbrücken) sowie über die Bundesautobahn 8 (Luxemburg – Salzburg) an das überregionale Straßennetz angebunden.

### Ortsansässige Unternehmen

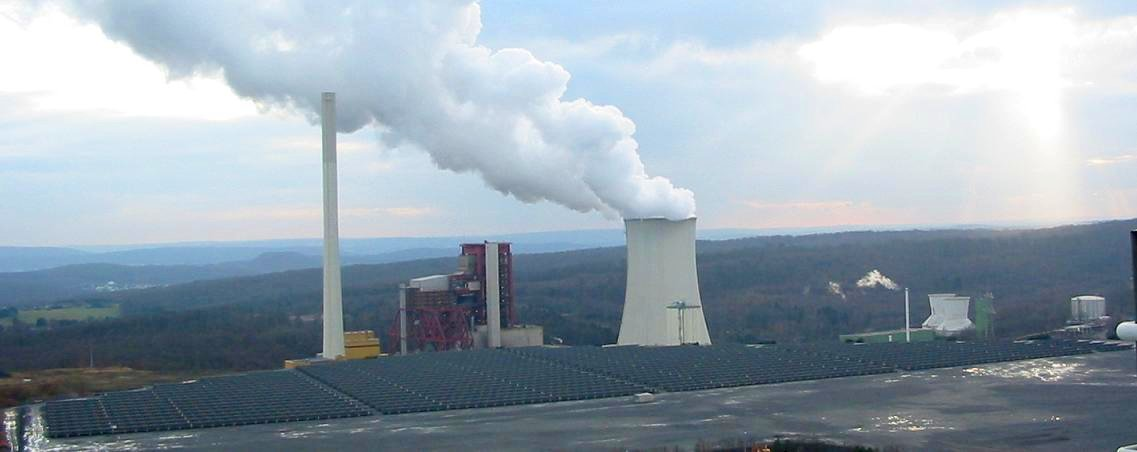
Göttelborner PV-Anlage, fotografiert vom Fördergerüst Schacht IV. Im Hintergrund: Kohlekraftwerk Weiher III.

Quierschied ist ein Kraftwerksstandort (Weiher III) der Steag. Hier wird aus Steinkohle und Grubengas elektrischer Strom und Fernwärme erzeugt. Das Kraftwerk hat eine Leistung von 707 MW. Sein Schornstein von 232 Metern ist der höchste des Saarlandes. Steinkohle für das Kraftwerk wurde bis zur Schließung u. a. aus der nahegelegenen Grube Göttelborn geliefert.
In Göttelborn entstand 2004/2005 eine der zur damaligen Zeit weltweit größten Photovoltaikanlagen mit einer Leistung von 7,4 MW auf einer Fläche von 165.000 m².

### Medien
- Quierschieder Anzeiger, Wochenspiegel Fischbachtal/Sulzbachtal, Der Quierschder, Es Käsblättsche

### Öffentliche Einrichtungen
- Gemeindeverwaltung, Polizeirevier, Freiwillige Feuerwehr, Postagentur, Gemeindebücherei, Jugendzentrum, Heimatmuseum Quierschied, Freibad

### Bildung
- Grundschule Quierschied, Grundschule Fischbach-Göttelborn, Gesamtschule Quierschied, Volkshochschule Quierschied

## Natur und Umwelt

### Landschaft der Industriekultur Nord (LIK.Nord)
Quierschied gehört dem Naturschutzgroßprojekt Landschaft der Industriekultur Nord (LIK.Nord) an. Die Städte Neunkirchen und Friedrichsthal, die Gemeinden Illingen, Merchweiler, Schiffweiler und Quierschied sowie der Landkreis Neunkirchen und die Industriekultur Saar GmbH (IKS) haben sich zu einem Zweckverband zusammengeschlossen und 2009 den Bundeswettbewerb „Naturschutzgroßprojekte und ländliche Entwicklung“ des Bundesumweltministerium gewonnen. Ziel des Projekts ist die zukunftsfähige Entwicklung der altindustriellen und vom Bergbau geprägten Landschaft zu gestalten. Hierdurch soll der Artenreichtum der Landschaft durch Pflege und gezielte Eingriffe erhalten und weiter ausgebaut werden. Auf dem Gebiet der Gemeinde Quierschied befinden sich die Landschaftslabore „Bergbaufolgelandschaft“ und „Forstwirtschaft und natürliche Prozesse“. Das Projekt befindet sich seit Ende 2013 in der Umsetzungsphase.

## Persönlichkeiten

### Ehrenbürger
- Hermann Köhl, Glashüttenbesitzer (* 12. Mai 1839; † 5. November 1926 in Saarbrücken)
- Josef Gerhardus, Pfarrer (* 27. August 1889 in Herdorf an der Sieg, † 19. November 1974 in Ochtendung)
- Peter Mager, Politiker (* 24. Mai 1901 in Quierschied, † 21. Dezember 1993 ebenda)
- Hans Unfricht, Pfarrer (* 3. März 1910 in Illingen, † 22. September 1986)
- Erwin Maurer, Bürgermeister a. D. (* 28. November 1927 in Quierschied, † 30. August 2012 ebenda)

### Söhne und Töchter der Gemeinde
- Arthur Nikolas (* 15. Juli 1913; † 23. April 1980), Regionaldekan und Träger des Bundesverdienstkreuzes erster Klasse
- Karl Heinz Jacoby (1918–2005), Weihbischof in Trier (Titularsitz: Sulci)
- Manfred Zeiner (1921–2005), Bürgermeister und Ortsvorsteher von Göttelborn, Landtagsabgeordneter, Träger des Bundesverdienstkreuzes
- Alfons Kolling (1922–2003), Archäologe und Landeskonservator des Saarlandes
- Manfred Minnich (1923–1985), Trompeter, Komponist, Arrangeur und Dirigent; Gründer und langjähriger Leiter des Tanzorchesters des Saarländischen Rundfunks
- Ernst Rau (1927–2012), Fechter, Olympiateilnehmer
- Heinz Grotzfeld (1933–2020), Arabist
- Eberhard Brendel (* 1. November 1935; † 1993), Maler
- Armin Hary (* 1937), Leichtathlet, Weltrekordler und Olympiasieger
- Dieter Holzer (1941–2016), Lobbyist
- Bruno Simma (* 1941), Völkerrechtler, Richter am Internationalen Gerichtshof in Den Haag
- Brunhilde Müller (* 1942), Politikerin und Abgeordnete zum Landtag des Saarlandes
- Gunter Thielen (* 1942), Manager (Bertelsmann AG, Bertelsmann Stiftung)
- Heinz Simmet (1944–2024), Fußballspieler (Borussia Neunkirchen, Rot-Weiss Essen, 1. FC Köln)
- Karin Lawall (* 1949), Politikerin (SPD)
- Wolfgang Brenner (* 1954), Journalist und Schriftsteller
- Hannelore Jahr (* 1954), Theologin und Philologin
- Klaus Meiser (* 1954), Politiker (CDU) und von 1991 bis 1999 Bürgermeister von Quierschied
- Günter Navky (1956–2006), Schriftsteller
- Brigitte Aulenbacher (* 1959), Soziologin und Hochschullehrerin
- Felix Mayer (* 1961), Sprachwissenschaftler
- Bruno Meiser (* 1962), Arzt und Transplantationsmediziner
- Burkhard Vogel (* 1964), deutscher Biologe und politischer Beamter (Bündnis 90/Die Grünen)
- Simone Peter (* 1965), Politikerin (Bündnis 90/Die Grünen)
- Christoph Nicolay (* 1969)
- Cornelia Hoffmann-Bethscheider (* 1968), Politikerin
- Friedrich Eisenbrand (* 1971), Mathematiker und Informatiker
- Marc Müller-Kaldenberg (* 1972), Fernsehproduzent
- Claus Daniel (* 1977), Wissenschaftler und Eugene P. Wigner-Fellow am Oak Ridge National Laboratory des US-amerikanischen Energieministeriums und apl. Professor an der University of Tennessee, Tennessee, USA
- Henning Laux (* 1979), Soziologe und Hochschullehrer
- Jessica Heide (* 1980), politische Beamtin (SPD)
- Nicole Johänntgen (* 1981), Jazzmusikerin
- Lea Birringer (* 1986), Geigerin und Hochschulprofessorin
- Susanne Scherer (* 1990), Musikerin der Metal-Band MoonSun

### Persönlichkeiten, die in der Gemeinde gewirkt haben
- Leo Drüner (* 7. Juni 1870 in Detmold), Chefarzt des Knappschaftskrankenhauses Fischbachtal
- Alois Hospelt, Pastor (* 6. Mai 1892 in Berg im Ahrtal; die Pastor-Hospelt-Straße in Göttelborn ist nach ihm benannt)
- Hans Glawe (* 7. Mai 1923 in Neunkirchen/Saar), Bildhauer
- Oskar Stenzhorn, Maler (* 5. März 1924 in Friedrichsthal/Saar)
- Michael Burkert (* 1952), ehemaliger Präsident des Stadtverbandes Saarbrücken
- Klaus Kieser (* 1961), Kulturmanager, Tanzpublizist und Verleger
- Claudia Kohde-Kilsch (* 1963), ehemalige Tennisspielerin und heutige Politikerin

Ortsansichten
Blick über die Paulsburg (1985)
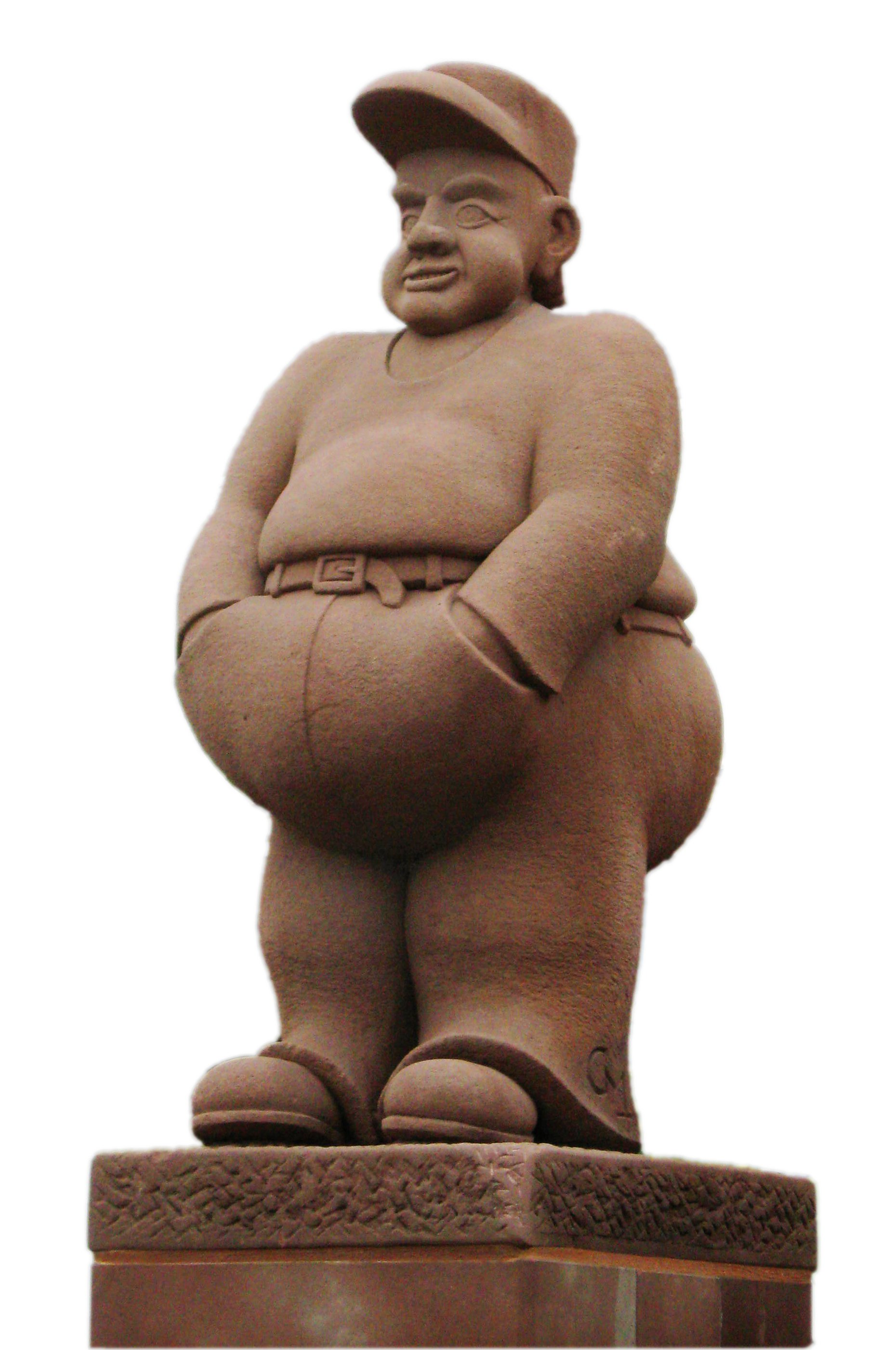
Quierschder Wambe
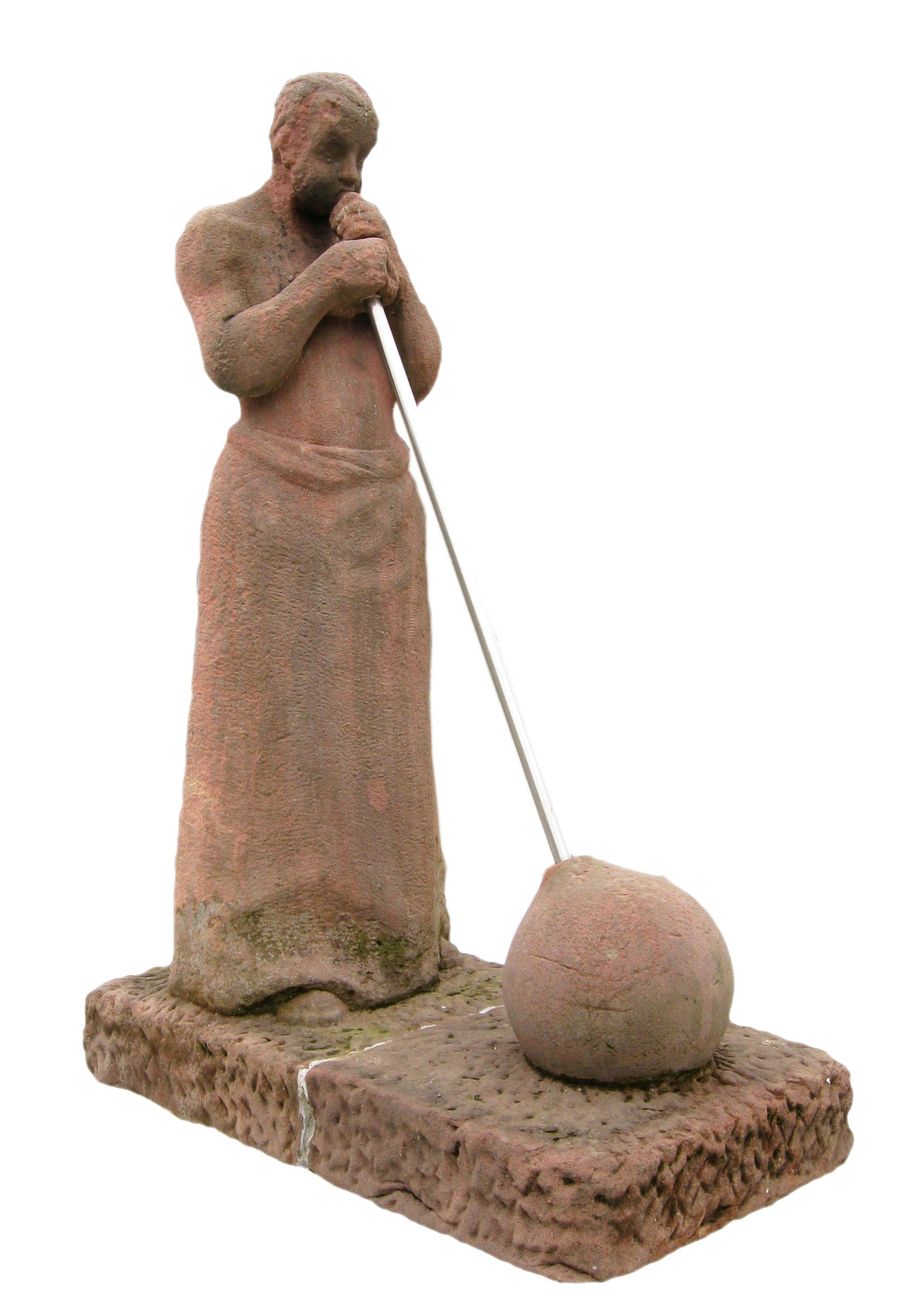
Blospitt
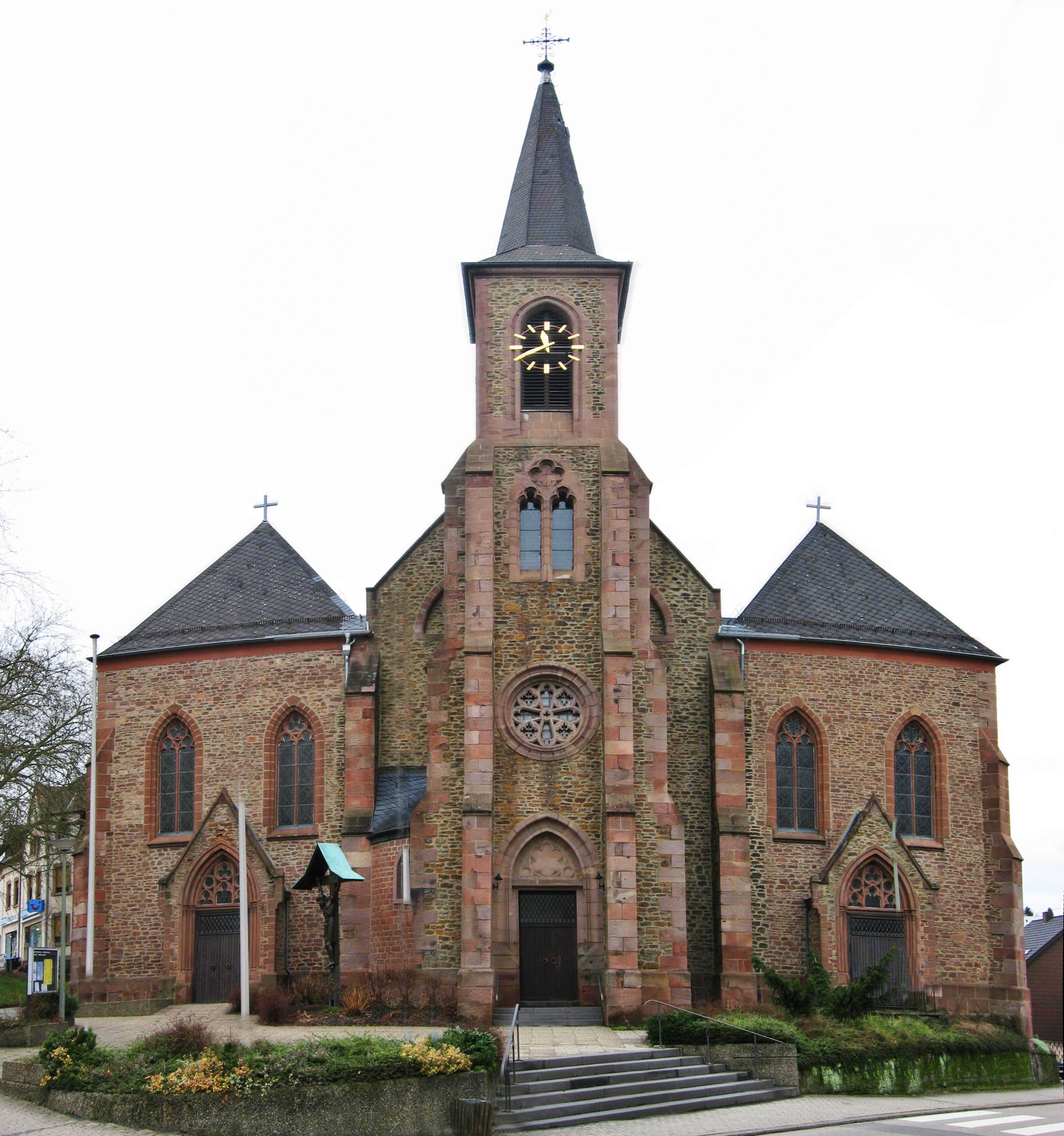
Katholische Kirche
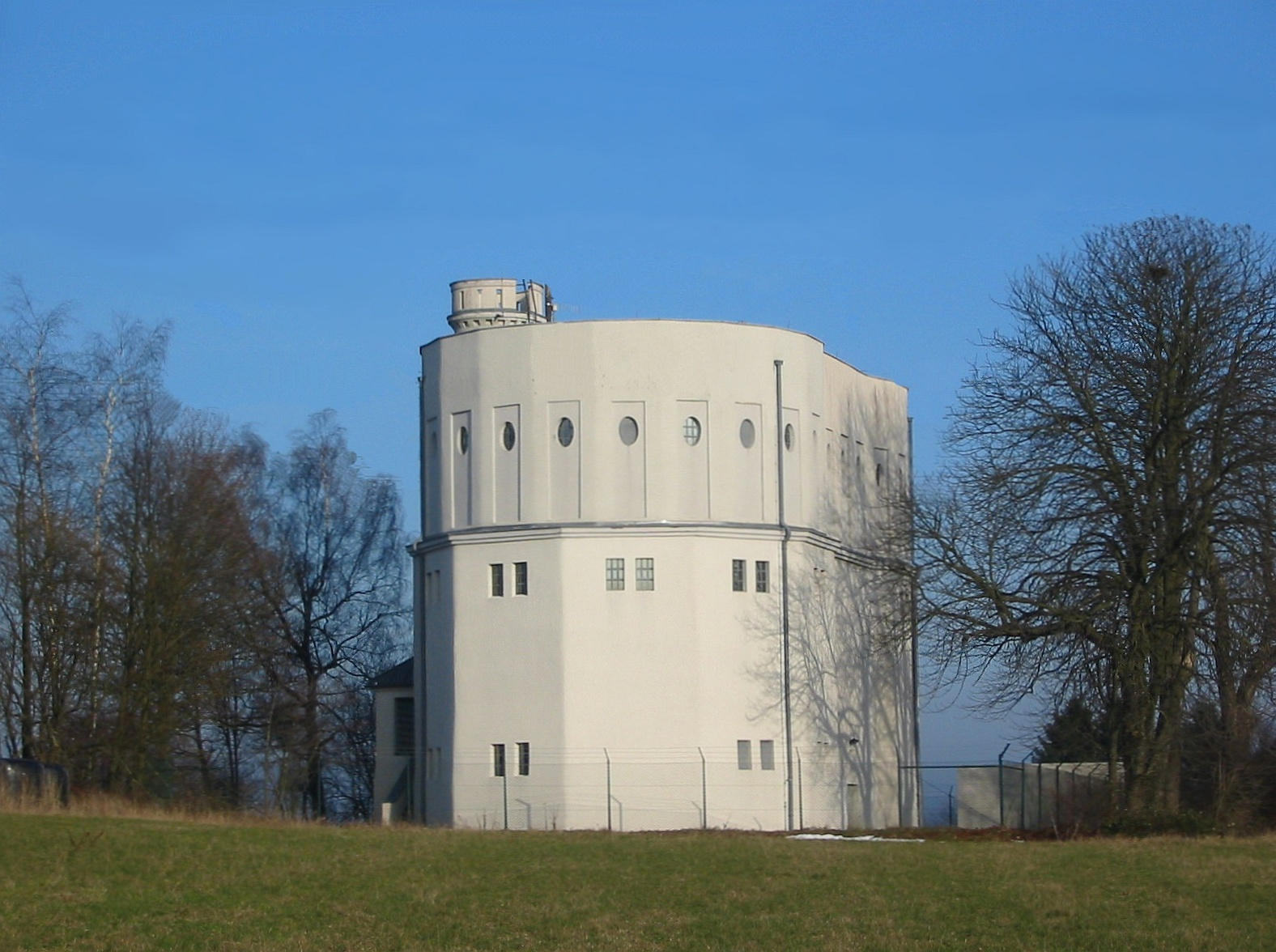
Wasserturm in Göttelborn